# François-Louis Français
François-Louis Français (Plombières-les-Bains, 17 novembre 1814 – Parigi, 28 maggio 1897) è stato un pittore paesaggista francese.
Pittore della Scuola di Barbizon, fu uno dei paesaggisti più rinomati della sua epoca. La sua città natale gli ha intitolato un museo.

## Biografia
François-Louis Français nacque in una famiglia di umili condizioni e a quindici anni fu messo a fare il fattorino presso un libraio. Conobbe le asperità della vita, e dovette esprimere la sua grande passione per il disegno e la pittura facendo vignette e piccole illustrazioni e dipingendo sulle pietre. Quando la sua condizione finanziaria migliorò, egli poté recarsi a Parigi e studiare pittura sotto la guida di Jean Gigoux e di Jean-Baptiste Camille Corot, debuttando al "Salon" del 1837. Le sue prime opere tradivano una sorta di pesantezza narrativa, di cui peraltro egli si sbarazzò rapidamente. Il suo primo paesaggio, Une Chanson sous les saules, realizzato con la collaborazione di Henri Charles Antoine Baron, fu subito notato. Gli si debbono ancora Jardin antique, Le Parc de Saint-Cloud (con figure di Ernest Meissonier), Soleil couchant en Italie, La Fin de l'hiver, Le Ravin de Nepi.
Riapparve all'Esposizione universale del 1855 con le sue quattro tele più recenti e i quadri Sentier dans les blés e Le Ruisseau de Neuf-Pré, che rivelano quanto Français fosse un artista di prim'ordine. Fra le altre numerose opere importanti l'Orphée (1863), la tela più ammirata di Français, e quindi il suo Bois sacré, nella quale l'artista dipinge una vera festa della natura, un'alba di primavera. E poi: Environs de Paris, Environs de Rome (1866), le Regains (1868), Le Mont-Blanc visto da Saint-Cergues (1866), Vue prise aux Vaux-de-Cernay (1872), Souvenir de Nice (1873), Source,  Terrasse à Nice (1874), Le Ravin du Puits-Noir, Le Ruisseau du Puits-Noir (1875), Le Miroir de Scey.
Nel 1884 Français espose L'Étang de Clisson, paesaggio pieno di freschezza poetica; nel 1885 fu la volta di Vue du bord du lac de Némi e di un piccolo Dessous de bois. Nel 1890, Français fu il primo paesaggista ad essere ammesso all'Accademia di belle arti, prendendo il posto di Joseph-Nicolas Robert-Fleury. In quello stesso anno ottenne la medaglia d'onore al Salon dei Champs-Elysées, dove aveva esposto due paesaggi.
Français illustrò numerose opere letterarie dei suoi tempi, in particolare il Robinson Crusoe, collaborò con diversi giornali e incise molti testi d'interpretazione, fra i quali quelli di Prosper Marilhat.

Fu nominato Cavaliere della Legion d'onore nel 1853, e promosso Ufficiale nel 1867.
Louis Français visse e morì a Parigi in Boulevard du Montparnasse. Una targa posta dai pittori della Lorena lo commemora.

## Opere in collezioni pubbliche

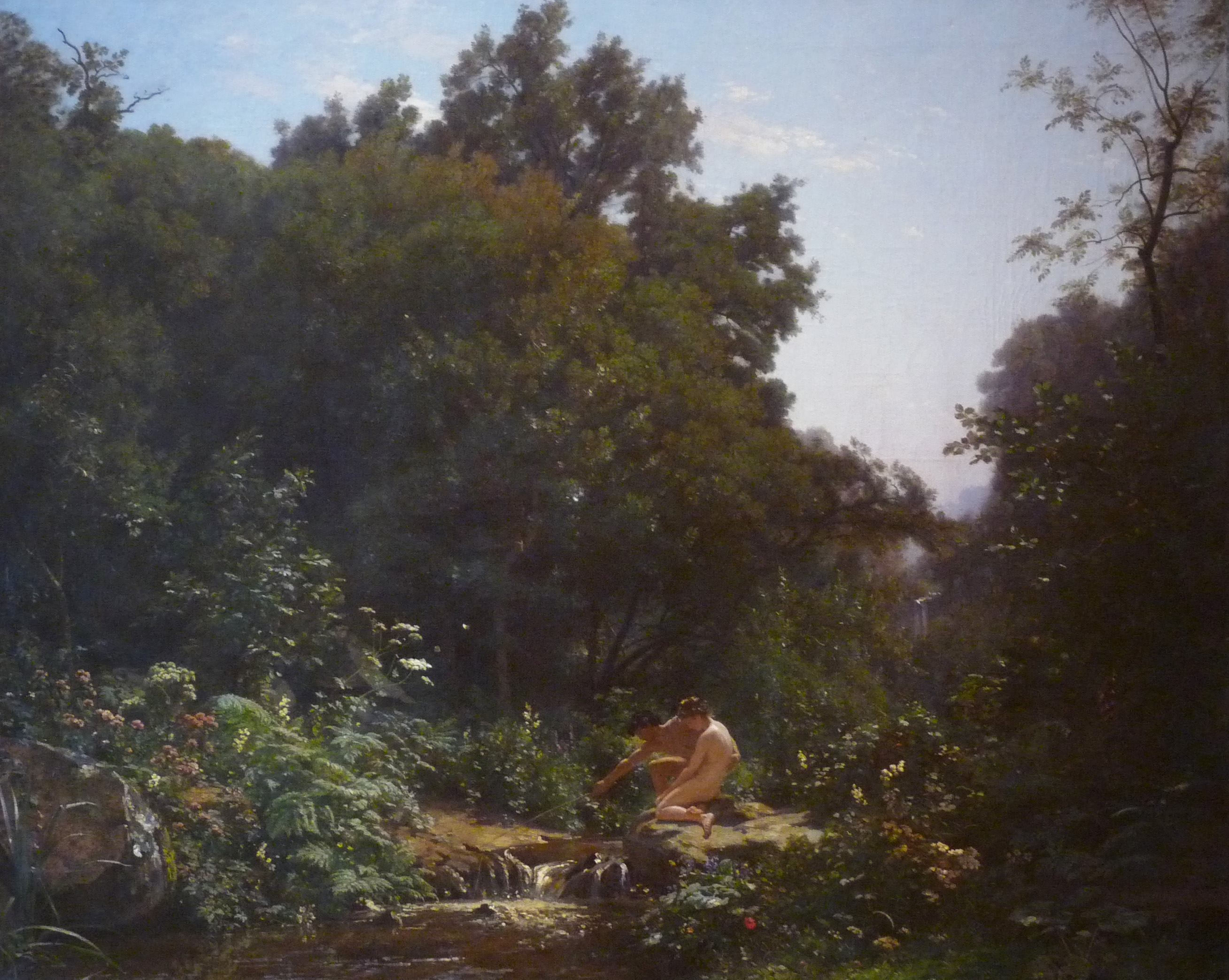
Dafni e Cloe

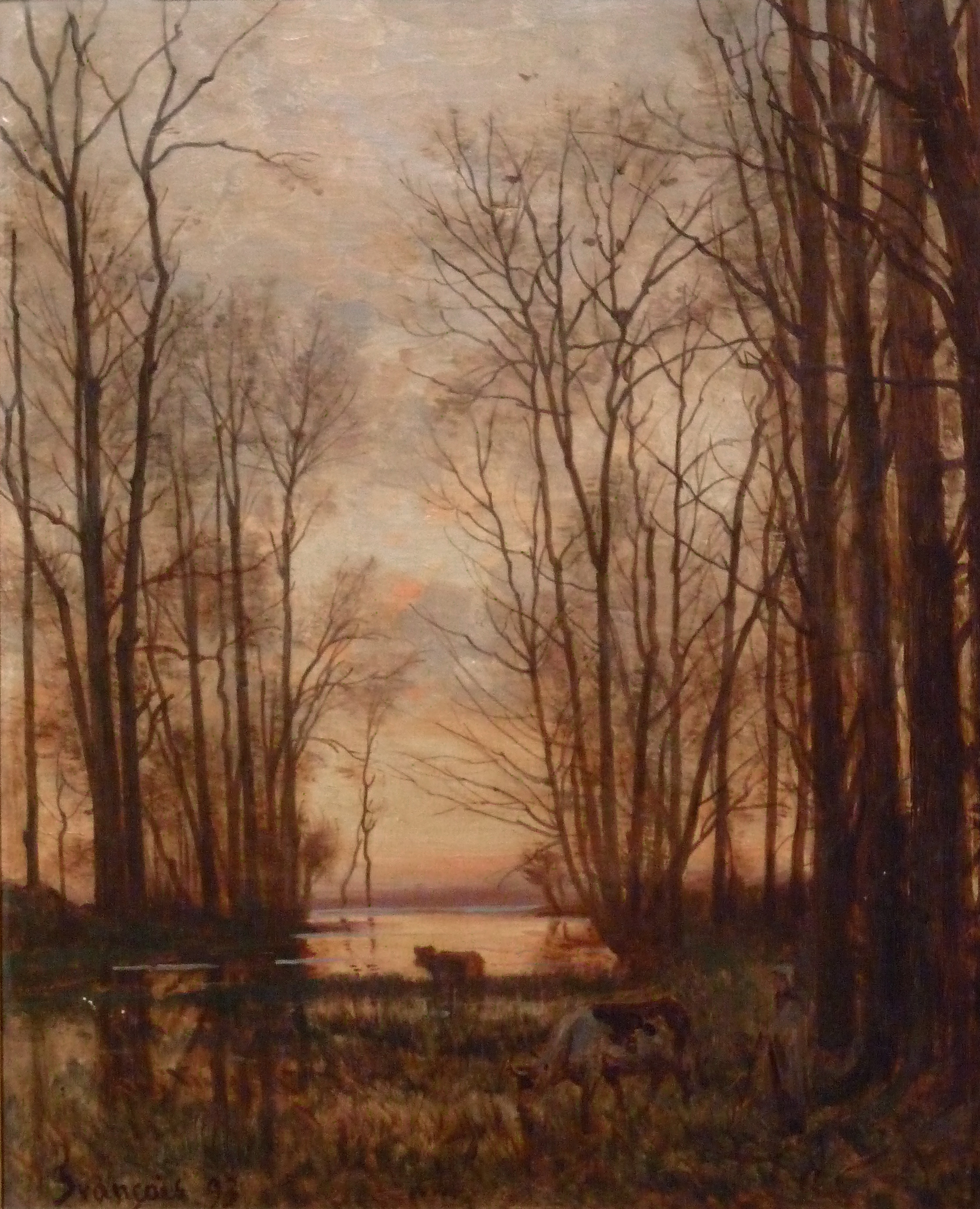
Crepuscolo

- Chantilly, Museo Condé: Vue du hameau (parc de Chantilly), 1846, olio su tela[1]
- Digione, Museo di belle arti:
  - Campagne de Rome, 1846-1849, acquarello[2]
  - Portrait de l'artiste, 1893, olio su tela[3]
  - Soleil couchant, olio su tela[4]
  - Une Baie en Provence, 1885, olio su tela[5]
  - Vue de la lieutenance à Honfleur, olio su tela[6]
- Digione, Museo Magnin: Mare au crépuscule, verso il 1846-1849, olio su legno[7]
- Dole, Museo di belle arti: Cour de ferme, olio su tela[8]
- Lilla, Palazzo delle belle arti: Bois sacré, 1864, olio su tela[9]
- Nantes, Museo di belle arti:
  - Portrait du peintre par lui-même, 1888, olio su cartone[10]
  - Au bord de l'eau, environs de Paris, 1861, olio su tela[11]
  - L'Église de Clisson, construite en 1890 par l'architecte L.R.Ménard, 1891, olio su tela[12]
  - Portrait de Madame Cresty, olio su tela[13]
  - Portrait de Mlle Housset, 1885, olio su legno[14]
- Napoli, Galleria dell'Accademia[15]:
  - Paesaggio, 31,5x24 cm, olio su tela
  - Studio di testa, 30x43 cm, olio su tela
- Parigi, Museo del Louvre:
  - La Mer, aux environs du bourg de Batz en Bretagne, acquarello[16]
  - Les Jardins de Tivoli, 1849, acquarello e tempera[17]
  - Paysage de sous-bois, matita nera[18]
  - Petite cascade entre des rochers, à Pescarella, matita nera e inchiostro di China[19]
  - Portrait de femme, à mi-corps, de face, 1892, matita nera e sanguigna[20]
  - Rochers et arbres dans la forêt de Fontainebleau, 1834, mina di piombo[21]
- Parigi, Museo d'Orsay :
  - Jean Français, ritratto del padre dell'artista, 1855, olio su tela[22]
  - Orphée, 1863, olio su tela[23]
- Parigi, Chiesa della Santa Trinità:
  - Adam et Ève chassés du paradis, 1878
  - Le Baptême du Christ, 1878
- Strasburgo, Museo di belle arti:
  - Daphnis et Chloé, 1872, olio su tela
  - Vue d'Antibes, 1894, olio su tela

## Galleria d'immagini

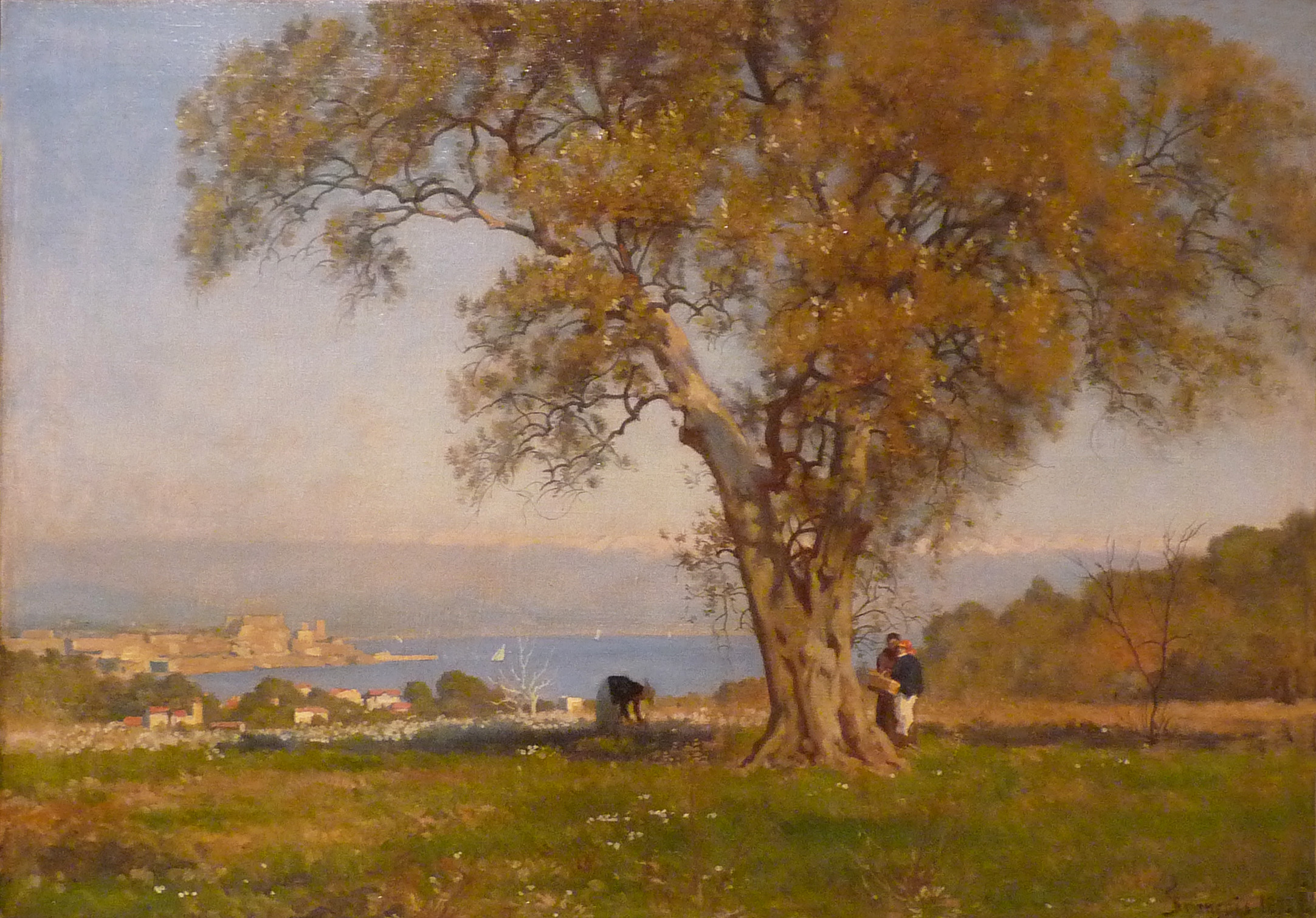
Vista di Antibes
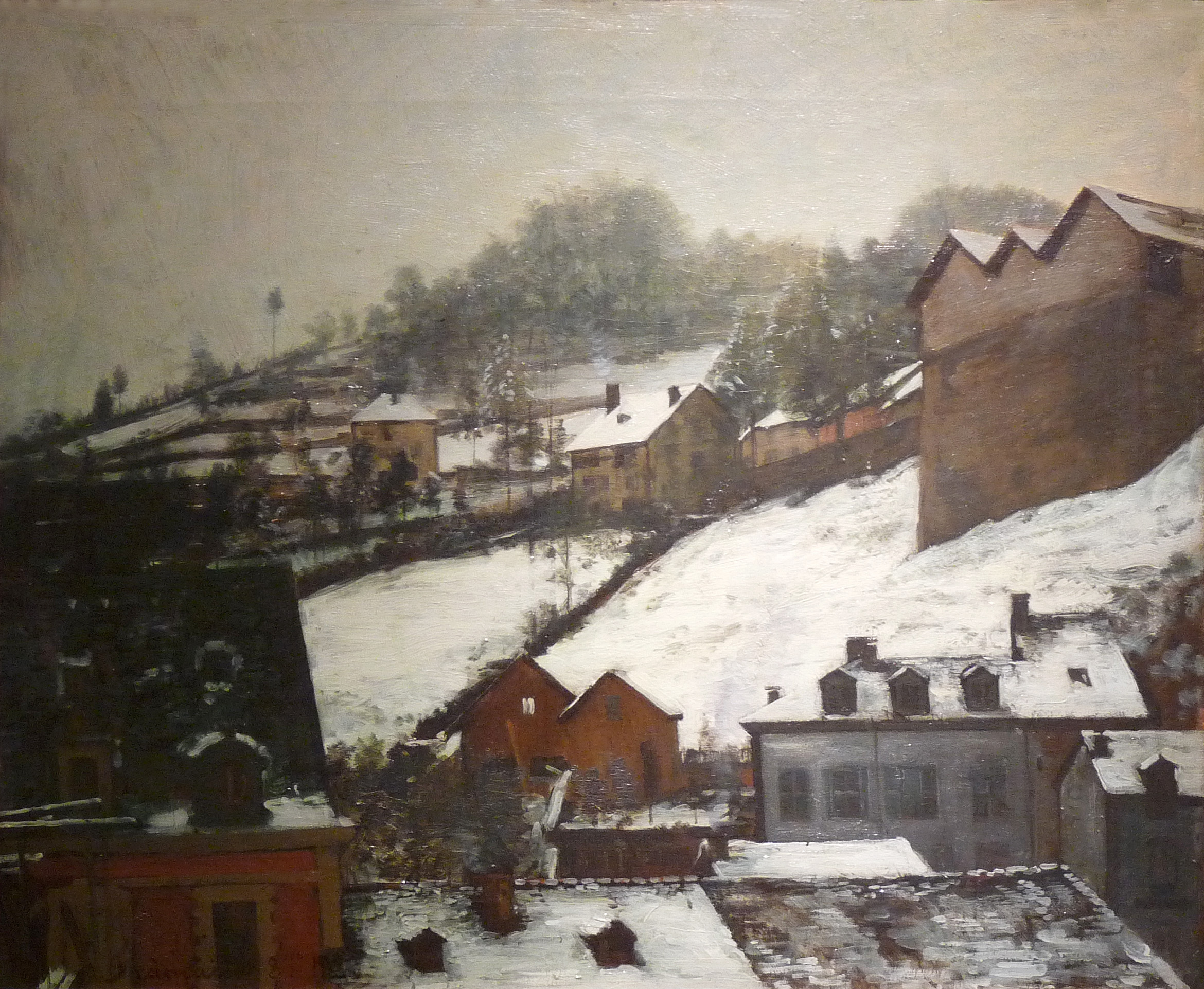
Plombières d'inverno
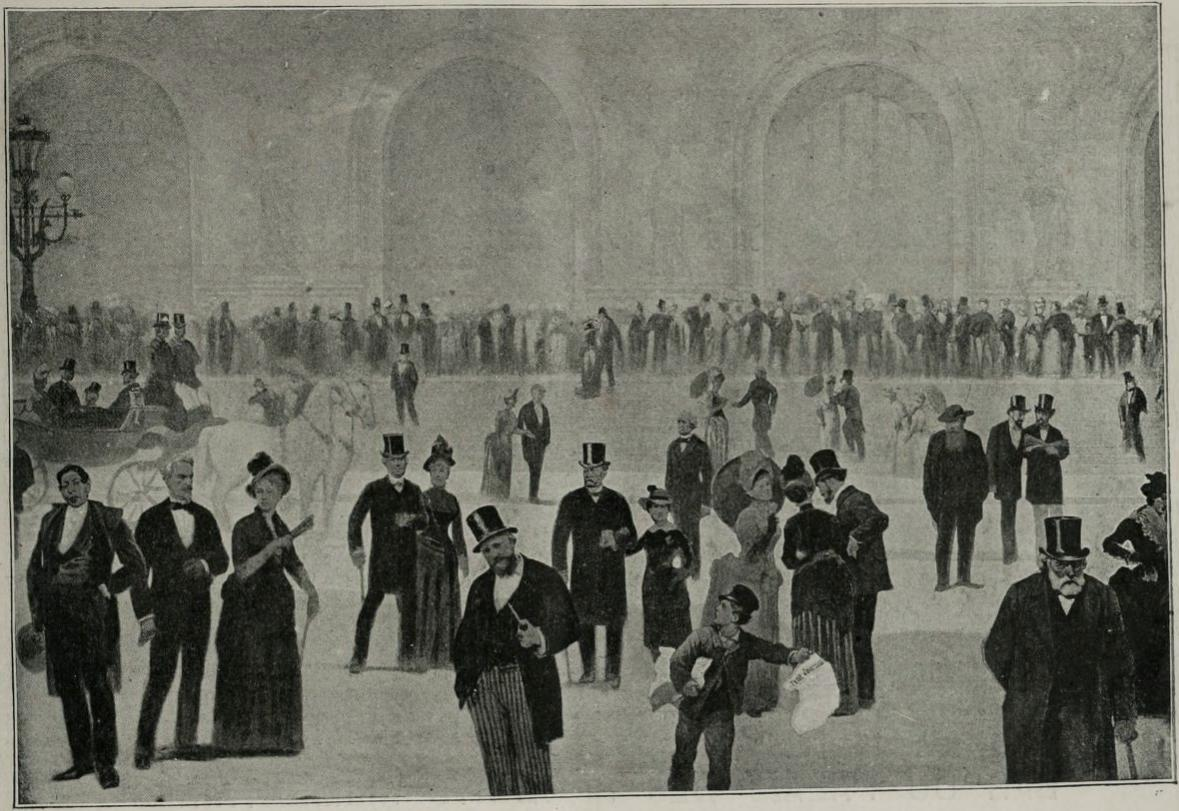
Le Tout Paris
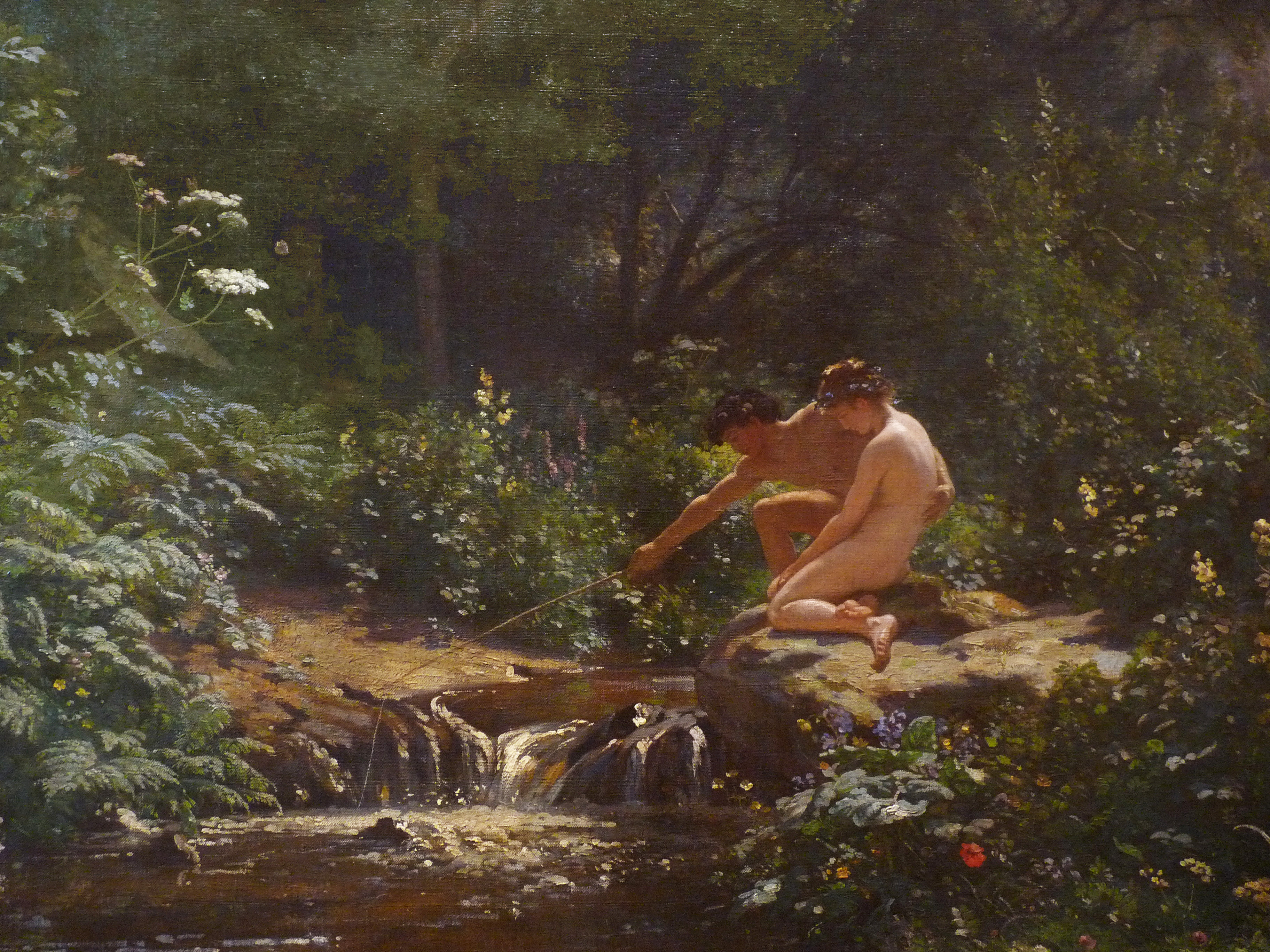
Dafni e Cloe (Dettaglio)

## I "Salon"
- 1841: Medaglia di III classe
- 1848: Medaglia di I classe
- 1855: Medaglia di I classe per l'illustrazione, assieme a Karl Girardet.
- 1863: Orphée
- 1878: Le Mont Cervin e Le Lac de Némi, oli su tela. Sentier à Rome e Lisière de Bois en automne, acquarelli. Medaglia d'onore.
- 1879: La Vallée de Rossillon,
- 1880: Le Soir e Grand'-Route à Combs-la-Ville
- 1881: L'Ave Maria à Castel Gandolfo
- 1881: Lavoir à Pierrefonds
- 1884: L'Étang de Clisson
- 1885: Vue du bord du lac de Némi
- 1890: Medaglia d'onore

## Mostre
- Esposizione universale del 1855.
- École des beaux-arts di Parigi. Dal gennaio 1897 al febbraio 1898: esposizione «Louis Français».

## Alcuni allievi
- Pierre Waidmann (1860-1937)
- Gustave Garaud (1844-1914)
- Achille Cesbron (1849-1913)
- César de Cock (1823-1904)
- Charles Leduc (1831-1911)
- Louis Aimé Japy (1839-1916)

## Omaggi alla memoria
- Nel 1897, i suoi amici organizzarono una mostra che comprendeva i paesaggisti degli anni 1830 dell'École des beaux-arts di Parigi.
- Nel 1901 a Plombières-les-Bains, sua città natale, un monumento (busto in bronzo su stele marmorea), opera dello scultore Émile Peynot, venne innalzato in sua memoria sul viale che porta il suo stesso nome: Avenue Louis-Français[24].
- Il "Museo di belle arti, scienze e natura" di Plombières-les-Bains porta il suo nome.

## Iconografia
- Autoportrait, 1883, Firenze, Uffizi, Corridoio del Vasari[25]
- Plombières-les-Bains, Busto in bronzo eseguito nel 1901 da Ḗmile Edmond Peynot (1850-1932) scultore.

## Note

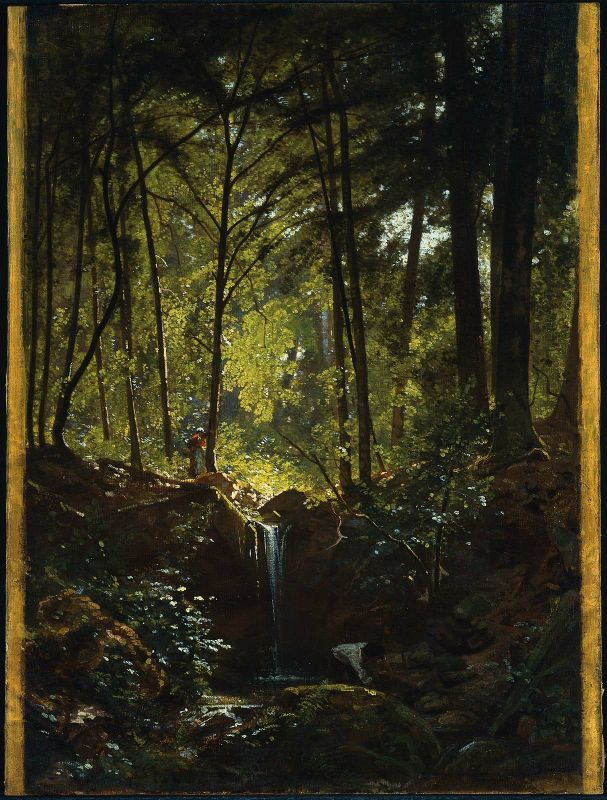
Ruscello